# Hesitation Marks
| Совокупная оценка    | Совокупная оценка |
| Источник             | Оценка            |
| -------------------- | ----------------- |
| Metacritic           | (76/100)          |
| Оценки критиков      |                   |
| Источник             | Оценка            |
| Allmusic             | [ 5 ]             |
| Alternative Press    | [ 6 ]             |
| Consequence of Sound | [ 7 ]             |
| Entertainment Weekly | (B+)              |
| The Guardian         | [ 9 ]             |
| NME                  | (8/10)            |
| Pitchfork Media      | (7.0/10)          |
| Rolling Stone        | [ 12 ]            |
| Spin                 | (9/10)            |
| Rolling Stone Russia | [ 14 ]            |

Hesitation Marks (с англ. — «насечки») — восьмой студийный альбом американской индастриал-рок-группы Nine Inch Nails, издан 3 сентября 2013 года на лейбле Columbia Records, первый альбом группы, выпущенный на мейджор-лейбле со времён выпуска Year Zero в 2007 году. Первый сингл «Came Back Haunted» был выпущен 5 июня 2013 года, премьера которого состоялась на американской радиостанции из Сиэтла 107.7 The End.

## Предыстория
Впервые об альбоме стало известно из сообщения Трента Резнора на официальном сайте группы 28 мая 2013 года:

«Я был менее чем откровенен насчёт того, чем я занимался в последнее время. Весь последний год я, вместе с Аттикусом Россом и Аланом Молдером, в секретной обстановке непрерывно работал над новым, полноценным альбомом Nine Inch Nails, который, наконец, приобрёл окончательную форму и, без ложной скромности, звучит убийственно. Это служит стимулом и мотивацией в решении собрать новую группу и снова отправиться в тур. Моя работа [над саундтреками] для фильмов, в HTDA и других проектах творчески вдохновила меня и я решил сфокусировать эту энергию на том, чтобы поставить Nine Inch Nails на новое место. Поехали!».
Оригинальный текст (англ.)I’ve been less than honest about what I’ve really been up to lately. For the last year I’ve been secretly working non-stop with Atticus Ross and Alan Moulder on a new, full-length Nine Inch Nails record, which I am happy to say is finished and frankly fucking great. This is the real impetus and motivation behind the decision to assemble a new band and tour again. My forays into film, HTDA and other projects really stimulated me creatively and I decided to focus that energy on taking Nine Inch Nails to a new place. Here we go!

## Обложка альбома
Обложка альбома была создана Расселлом Миллзом, работы которого два десятилетия назад были использованы для альбома The Downward Spiral и его синглов, а также для видеоальбома Closure.

## Список композиций
Слова и музыка всех песен — написаны Трентом Резнором.
| №   | Название                    | Длительность |
| --- | --------------------------- | ------------ |
| 1.  | «The Eater of Dreams»       | 0:52         |
| 2.  | «Copy of A»                 | 5:23         |
| 3.  | «Came Back Haunted»         | 5:17         |
| 4.  | «Find My Way»               | 5:16         |
| 5.  | «All Time Low»              | 6:18         |
| 6.  | «Disappointed»              | 5:44         |
| 7.  | «Everything»                | 3:20         |
| 8.  | «Satellite»                 | 5:03         |
| 9.  | «Various Methods of Escape» | 5:01         |
| 10. | «Running»                   | 4:08         |
| 11. | «I Would for You»           | 4:33         |
| 12. | «In Two»                    | 5:32         |
| 13. | «While I'm Still Here»      | 4:03         |
| 14. | «Black Noise»               | 1:29         |

| №  | Название                      | Длительность |
| -- | ----------------------------- | ------------ |
| 1. | «Everything» (ремикс Autolux) |              |

| №  | Название                                           | Длительность |
| -- | -------------------------------------------------- | ------------ |
| 1. | «Find My Way» (ремикс Oneohtrix Point Never)       | 4:47         |
| 2. | «All Time Low» (ремикс Тодда Рандгрена)            | 5:49         |
| 3. | «While I'm Still Here» (ремикс Дженезис Пи-Орридж) | 7:03         |

| №  | Название                                                       | Длительность |
| -- | -------------------------------------------------------------- | ------------ |
| 1. | «Trent Reznor in Conversation With…» (интервью Трента Резнора) |              |

## Чарты
| Чарт (2013)                                   | Высшая позиция |
| --------------------------------------------- | -------------- |
| Австралия (ARIA)                              | 3              |
| Австрия (Ö3 Austria)                          | 2              |
| Бельгия/Фландрия (Ultratop)                   | 6              |
| Бельгия/Валлония (Ultratop)                   | 14             |
| Канада (Canadian Albums Chart)                | 1              |
| Чехия (ČNS IFPI)                              | 4              |
| Дания (Hitlisten)                             | 9              |
| Нидерланды (Album Top 100)                    | 9              |
| Финляндия (Suomen virallinen lista)           | 17             |
| Франция (SNEP)                                | 22             |
| Германия (Offizielle Top 100)                 | 5              |
| Greek Albums (IFPI)                           | 11             |
| Ирландия (IRMA)                               | 5              |
| Италия (Classifica album)                     | 16             |
| Japanese Albums (Oricon)                      | 14             |
| Mexican Albums (Top 100 Mexico)               | 94             |
| Новая Зеландия (RMNZ)                         | 7              |
| Норвегия (VG-lista)                           | 23             |
| Польша (ZPAV)                                 | 17             |
| Португалия (AFP)                              | 13             |
| Шотландия (Scottish Albums Chart)             | 2              |
| South Korean Albums (Gaon)                    | 58             |
| Испания (PROMUSICAE)                          | 20             |
| Швеция (Sverigetopplistan)                    | 37             |
| Швейцария (Schweizer Hitparade)               | 5              |
| Великобритания (UK Albums Chart)              | 2              |
| Великобритания (UK Rock & Metal Albums Chart) | 2              |
| США (Billboard 200)                           | 3              |
| США (Billboard Top Alternative Albums)        | 1              |
| США (Billboard Top Rock Albums)               | 1              |

| Чарт (2013)                        | Место |
| ---------------------------------- | ----- |
| US Billboard 200                   | 146   |
| Top Alternative Albums (Billboard) | 23    |
| Top Rock Albums (Billboard)        | 34    |

## Сертификации
| Регион | Сертификация | Продажи |
| --- | ------------ | ------- |
| Канада (Music Canada) | Золотой      | 40 000^ |
| Португалия (AFP) | Золотой      | 7500^   |
| * Данные о продажах приведены только на основе сертификации. ^ Данные о тиражах приведены только на основе сертификации. |              |         |

## Участники записи
- Трент Резнор — ведущий вокал и программирование (все треки), гитары (треки 2—14), перкуссия (треки 2—10, 12, 13), бас-гитара (треки 3—13), вурлицер[англ.] (трек 5), дульситон[англ.] (трек 9), колёсная арфа[англ.] (трек 10), фортепиано (трек 11), саксофон (трек 13), сопродюсер.

| Сессионные музыканты - Пино Палладино — бас-гитара (треки 2, 5, 9, 13); - Линдси Бакингем — гитара (треки 2, 12, 13), синтезатор (трек 7), бэк-вокал (трек 7); - Эдриан Белью — гитара (треки 4, 5, 9, 12), бэк-вокал (трек 11); - Юджин Горштер — синтезатор (треки 6, 11, 12), струнные (трек 6), виолончель (трек 11), бас-гитара (трек 12); - Алессандро Кортини — синтезатор (треки 1, 3); - Илан Рубин — ударные (треки 2, 3, 11); - Джошуа Юстис — бэк-вокал (трек 11). | Дополнительный персонал - Аттикус Росс — сопродюсер; - Алан Молдер — сопродюсер, сведе́ние; - Том Бейкер — мастеринг; - Расселл Миллз — оформление; - Роб Шеридан — арт-директор. |